# یاسر عبد ربه
یاسر عبد ربه (عربی: ياسر عبد ربه؛ زادهٔ: ۱۹۴۴) در یافا متولد شد. وی یک سیاستمدار چپ فلسطینی است که دبیر کمیته اجرایی سازمان آزادیبخش فلسطین بود؛ وی دارای عنوان دوم در اقتصاد و علوم سیاسی از دانشگاه آمریکایی قاهره است. او در سال ۲۰۱۵ در موضع دبیر کمیته اجرایی توسط رئیس‌جمهور محمود عباس برکنار شد.

## زندگی‌نامه
عبد ربه از طریق عضویت خود در جنبش ملی‌گرای عرب و از آنجا به جبهه مردمی آزادی فلسطین پیوست و به زندگی سیاسی رو آورد. در سال ۱۹۶۹، نایف حواتمه که بخشی از جبهه مردمی بود ازآن جبهه جدا شد.
او جنبش دموکراتیک آزاد برای آزادی فلسطین را تأسیس کرد که نام آن را در سال ۱۹۷۴ به جبهه دموکراتیک برای آزادی فلسطین تغییر داد. یاسر عبد ربه به عنوان معاون دبیرکل جبهه دموکرات تا زمانی که اختلاف سیاسی بین وی و نایف حواتمه به وجود نیامده بود؛ به عنوان معاون دبیرکل بعهده داشت.
تعدادی از اعضای سابق جناح مانند صالح رأفت (دبیرکل کنونی حزب فدا)، ممدو نوفال (مشاور نظامی سابق رئیس‌جمهور یاسر عرفات) و عصام عبداللطیف «خط تجدید» را تأسیس کردند.
یاسر عبد ربه یکی از همتایان نزدیک یاسر عرفات بود و به بسیاری از مأموریت‌های خارجی فلسطین که اغلب سری بودند، گمارده می‌شد و یکی از کانال‌های ارتباطی بین سازمان آزادی فلسطین و ایالات متحده آمریکا از طریق سفیر آمریکا در تونس در آن زمان بود.
او تعدادی از پست‌ها مانند وزیر فرهنگ و اطلاعات در زمان یاسر عرفات را بر عهده داشت؛ از زمانیکه محمود عباس به عنوان رئیس‌جمهور برگزیده شد، وی به عنوان وزیر مشاور در شورای وزیران و عنوان دبیر کمیته اجرایی سازمان آزادیبخش فلسطین بود.
وی علاوه بر اینکه دبیرکل کمیته اجرایی سازمان آزادیبخش فلسطین را تشکیل می‌داد، توسط محمود عباس به عنوان سرپرست کلی رسانه‌های رسمی، به خصوص رادیو و تلویزیون، رادیو فلسطین، منصوب شده بود.
در تاریخ ۷ آوریل ۲۰۱۵ توسط محمود عباس از دبیر کمیته اجرایی سازمان آزادی فلسطین برکنار شد.

## زندگی شخصی
او با نویسنده و مدیر لیانه بدر ازدواج کرده و دارای دو فرزند به نام‌های بشار و طارق است.